# 꼬마관박쥐
꼬마관박쥐(Rhinolophus pusillus)는 관박쥐과에 속하는 박쥐의 일종이다. 중국과 인도, 인도네시아, 라오스, 말레이시아, 미얀마, 네팔, 태국, 베트남에서 발견된다.
앞팔길이 33~40mm, 꼬리길이 13~26mm, 귀길이 13~20mm, 몸무게 4.3~5.2g인 매우 작은 박쥐이다. 등 쪽은 짙은 갈색에서 거무스름한 회색, 황갈색을 띤 적갈색이다. 배 쪽은 희끄무레한 회색이다.